# Fürjes Balázs
Fürjes Balázs (Budapest, 1971. november 27. –) magyar politikus, üzletember. 2018-tól 2023-ig a Miniszterelnökség Budapest és a fővárosi agglomeráció fejlesztéséért felelős államtitkára, majd a Miniszterelnökség parlamenti államtitkára. A Nemzetközi Olimpiai Bizottság tagja.

## Életpályája
Az angyalföldi Németh László Gimnáziumban érettségizett angol tagozaton 1990-ben. Diplomát az ELTE Állam- és Jogtudományi Karán szerzett 1997-ben. Angol nyelvből felsőfokú, „C” típusú nyelvvizsgával rendelkezik.
1988-ban lépett be a Fideszbe, az egyik első gimnáziumi csoportot alakította meg. 1990 és 1992 között elnökségi tag volt, a középiskolás tagozat elnöke. 1996-ban Fidelitas alapító tag és alelnök lett 2001-ig. 2004-ben a Szeretem Budapestet Mozgalom és a Református Cursillo Mozgalom alapításában vett részt.
1995 és 1999 között gyakornokként és ügyvédjelöltként dolgozott a Réti & Antall, Stikeman, Elliot Ügyvédi Irodában, 1999-ben az ifjúsági és sportminiszter kabinetfőnöke lett.
1999-2000-ben üzleti jogot oktatott az International Business School főiskolán.
2000 és 2002 között három évig a Budapest Sportcsarnok (Papp László Budapest Sportaréna) újjáépítéséért és a 2012-es budapesti olimpiai pályázatért felelős miniszteri biztos volt, 1998 és 2002 között igazgatósági tagja, részben elnöke volt a Hungaroring Zrt. vállalatnak.
2003 és 2011 között különböző vállalatvezetői feladatokat látott el a WING Zrt. ingatlanfejlesztő cégcsoportnál elnöki tanácsadó és vezérigazgató-helyettes beosztásban. 2005–2006-ban programigazgatója volt a Fidesz Polgári Kormányzás 2006 Budapest programjának.
2011-től a kiemelt budapesti fejlesztések kormánybiztosaként dolgozott, 2015 és 2017 között elnöke volt a Budapest 2024 olimpiai pályázatnak és tagja a budapesti FINA vizes világbajnokság szervező bizottságának. 2019-ben a Budapesten megrendezett World Urban Games szervező bizottságát vezette. Kormányzati felelősként irányította Budapest sikeres pályázatát a 2022-es férfi kézilabda Európa-bajnokságra, a 2023-as atlétikai világbajnokságra, valamint a 2027-es úszó-világbajnokság való sikeres pályázatát.
Általa irányított projektek: Papp László Budapest Sportaréna, Groupama Aréna, Puskás Aréna kivitelezése, Duna Aréna, Uszodafelújítások, Ludovika campusfejlesztés, MOME Laboratory, DVTK-stadion, Sorsok Háza, Gül Baba türbéjének rekonstrukciója.
2018 májusától a Miniszterelnökség Budapest és a fővárosi agglomeráció fejlesztéséért felelős államtitkára volt, ezt a posztját 2022 májusáig töltötte be. A 2022-es országgyűlési választáson a Budapest 03. OEVK-ban indult, ahol alulmaradt Hajnal Miklóssal szemben. Az Ötödik Orbán-kormányban a Miniszterelnökség parlamenti államtitkára lett, megbízatásáról 2023. március 27-én lemondott.
2022 szeptemberében lett a NOB a 2032-es brisbane-i olimpiát előkészítő és koordináló bizottságának a tagja. 2023 október 17-én a Nemzetközi Olimpiai Bizottság tagjává választották. 2023 márciusától a NOB olimpiai program bizottságának lett a tagja.

## Családja
Nős, három gyermek édesapja.